# Mickhausen
Mickhausen är en kommun och ort i Landkreis Augsburg i Regierungsbezirk Schwaben i förbundslandet Bayern i Tyskland.
Kommunen ingår i kommunalförbundet Stauden tillsammans med kommunerna Langenneufnach, Mittelneufnach, Scherstetten och Walkertshofen.